# 風林火山 (大河劇)
風林火山是日本放送協會2007年播放的第46部大河劇，由內野聖陽主演。

## 故事內容及簡介
由井上靖著於1950年代的同名小說改編，描述16世紀上半參與今川義元家族鬥爭，卻仕官被拒的山本勘助的一生；從如何改投靠武田信玄，最後在1561年川中島會戰中提出啄木鳥戰法，反被上杉謙信識破，最後衝入敵陣戰死的故事，其中风林火山是武田信玄军队的旗帜。
除了內野聖陽，其他包括歌舞伎演員市川龜治郎飾演的武田信玄、知名歌手GACKT飾演的上杉謙信、初次出道的演藝世家子弟柴本幸，另外邀請老牌演員仲代達矢與千葉真一分別演出武田信玄父親信虎及武田宿將板垣信方，2007年1月7日開始播送。
該劇播出之後，演員表現頗受好評。像演出美津的貫地谷詩穗梨表現優異，NHK宣布將於10月請她演出晨間連續劇主角。另外，2007年也是原作者井上靖誕生一百週年。
本片開頭讓主角內野聖陽朗讀孫子兵法的「其疾如風、其徐如林、侵掠如火、不動如山」的名句（也是武田信玄的軍旗），並且是繼2006年功名十字路之後，第二次採橫書寫的片頭。

## 花絮
- 本劇主角是獨眼，上次以獨眼者為主角的大河劇是1987年渡邊謙演出的獨眼龍政宗。同時，本劇所使用的小道具很多，單眼眼罩就是一個。
- 主角內野聖陽是第二次演出大河劇，上一次是1998年的德川慶喜，饰演德川庆笃。
- 原訂49回（2007年12月9日終了）但因人氣劇增，應觀眾要求臨時延長1話、變成全50回大河劇史上第一次臨時延長播出。
- 2007年11月30飾演上杉謙信（長尾景虎）的GACKT出版写真集『龍の化身』。大河劇史史上首以以登場人物為主角發售寫真集。後來於當年的紅白歌合戰，GACKT穿著上杉謙信的甲冑出場並於歌唱中使用劇中映像。
- 自從在此劇飾演上杉謙信一角後，每年(2009與2012年除外)GACKT都會以謙信扮像參加新潟縣上越市的謙信公祭。GACKT的參與為該活動帶來大量的人氣，在第一次參與時便以20萬人的出展人數，大幅打破了以往該展的記錄（2007年前最高紀錄為8萬人）。從2007年起，GACKT參加過的所有謙信公祭，出展人數都超過了20萬[1]，也使該活動在日本全國的知名度大幅上漲。
- 飾演板垣信方的日本實力派演員千葉真一在板垣戰死播出隔日（7月16日），召開記者會正式宣布引退。
- 本劇與以往大河劇不同在於，大多演員客串性質濃厚，比如GACKT與緒形拳等越後勢力將近後半才登場。
- 本劇是緒形拳最後一部大河劇，他演的第一部大河劇是「太閤記」主角豐臣秀吉。另外，演出高野山住持清胤的佐藤慶，本劇也是最後一部大河劇，他的第一部也是太閣記，在其中演出明智光秀，但他與緒形拳並沒有同幕演出。

## 製作團隊
- 原作：井上靖（『風林火山』新潮社出版）
- 製作人：若泉久朗。
- 劇本：大森壽美男
- 音樂：千住明
- 導演：清水一彥、磯智明、田中健二、東山充裕
- 題字：柿沼康二
- 旁白：加賀美幸子（前NHK資深主播）

風林火山紀行
- 旁白：真下貴（NHK主播）
- 二胡演奏：陳敏（1月～3月）「風林火山～異郷情～」
- 弗朗明哥吉他演奏：沖仁（4月～6月）「風林火山～巡礼紀～」
- 津軽三味線演奏：上妻宏光（7月～9月）「風林火山～月冴ゆ夜～」
- 小提琴演奏：千住真理子（10月～12月）「風林火山～大河流々～」

## 演員角色

### 主角一族

#### 山本家
- 源助→大林勘助→山本勘助（晴幸・道安・道鬼）：山內颯→內野聖陽
- 理津：前田亞季
- 藤七→山本貞久：松川尚瑠輝→光石研
- 安：天久美智子
- 山本貞幸：伊藤高

#### 與勘助相關的甲斐國人士
- 美津：貫地谷栞
- 傳助→河原村傳兵衛：有薗芳記
- 太吉→葛笠太吉：有馬自由
- 阿熊：麻田葵
- 茂吉→葛笠茂吉：小島貴弘→內野謙太
- 熊吉：古田大虎→椿直
- 與吉：丸山步夢→上村祐翔
- 八重：高柳樹莉亞→中村朝佳
- 登米：原舞歌→高宗步未
- 矢崎平蔵：佐藤隆太

#### 大林家
- 大林勘左衛門：笹野高史
- 菊代：水澤昭
- 大林勘兵衛：門野翔

### 武田家

#### 武田一門
- 武田勝千代→武田晴信→武田信玄（大膳大夫）：池松壯亮→市川龜治郎
- 由布姬：柴本幸
- 武田信虎（陸奧守）：仲代達矢
- 大井夫人：風吹純
- 三條夫人：池脇千鶴
- 武田次郎→武田信繁（左馬助）：園部豪太→嘉島典俊
- 禰禰：大塚友稀→櫻井幸子
- 於琴姬：紺野真晝（紺野まひる）
- 勝沼信友：辻萬長
- 孫六→武田信廉：伊藤瑞稀→吉田理恩→松尾敏伸
- 太郎→武田太郎→武田義信：加藤清史郎→小林廉→木村了
- 綾姬：平田薰
- 梅：杉浦舞美→福田麻由子
- 四郎→諏訪勝賴（武田勝賴）：本川嵐翔→齊藤圭祐→池松壯亮
- 真理姬：北村燦來→山內亞美
- 晴信之姊：山口美菜子
- 菊：八木優希

#### 武田家臣及其家族
- 板垣信方（駿河守）：千葉真一
- 甘利虎泰（備前守）：龍雷太
- 飯富虎昌（兵部）：金田明夫
- 諸角虎定（豐後守）：加藤武
- 小山田信有：田邊誠一
- 教來石景政→馬場信春（民部少輔）：高橋和也
- 原虎胤（鬼美濃・美濃守・清岩）：宍戶開
- 美瑠姫：菅野莉央→真木陽子
- 大熊朝秀：大橋吾郎
- 赤部下野守：寺島進
- 駒井政武：高橋一生
- 春日源五郎→春日虎綱→香坂虎綱（彈正忠）：田中幸太朗
- 飯富源四郎→飯富昌景（之後的山縣昌景）：前川泰之
- 秋山信友：市瀨秀和
- 前島昌勝：塩野谷正幸
- 山高平左衛門：西村真
- 石黑五郎兵衛：檀臣幸
- 大井宗藝（大井信達）：庄司永建
- 小山田彌三郎：淺利陽介
- 初鹿野傳右衛門：宮坂廣
- 藤王丸：黑井信孝
- 春日源之丞：小林太樹
- 物見：佐久田修
- 小俣：千住明
- 柏木：柿沼康二
- 川除頭領：鶴忠博

##### 信濃眾
- 真田幸隆（彈正忠・一德齋）：佐佐木藏之介
- 忍芽：清水美砂
- 相木市兵衛：近藤芳正
- 河原隆正：河西健司
- 常田隆永：橋本潤
- 香坂筑前守：中島久之
- 蘆田信守：飯田基祐
- 葉月：真瀨樹里
- 春原若狹守：木村榮
- 春原總左衛門：村上新悟
- 宮下：竹田壽郎
- 深井：萩野英範
- 源太郎→真田源太郎→真田源太左衛門→真田信綱：中村圭佑→荻原真治→森脇史登
- 真田德次郎：坂井和久→東谷柊一
- 源五郎→真田源五郎：小林海人→山内翔平

##### 眾侍女
- 萩乃：淺田美代子
- 志摩：大森曉美
- 絹：繪澤萌子
- 槙：大谷麻衣子
- 侍女：栗山香穗里

### 戰國大名們

#### 長尾家→上杉家
- 長尾景虎→上杉政虎（彈正少弼・宗心、後來的上杉謙信）：GACKT
- 長尾晴景：戶田昌宏
- 桃：西田尚美
- 長尾政景：建藏
- 宇佐美定滿：緒形拳
- 直江實綱：西岡德馬
- 浪：占部房子
- 柿崎景家：金田賢一
- 本庄實仍：木村元
- 高梨政賴：大鷹明良
- 軒猿：龍小太郎
- 坂木磯八：渡邊慎一郎

#### 今川家
- 梅岳承芳→今川義元：谷原章介
- 壽桂尼：藤村志保
- 太原崇孚雪齋：伊武雅刀
- 庵原忠胤（安房守）：石橋蓮司
- 庵原之政：瀨川亮
- 福島越前守：テリー伊藤
- 今川氏真：風間由次郎
- 牧野成勝：津村鷹志
- 朝比奈泰能：下元史朗
- 岡部親綱（左京進）：宮路佳伴
- 玄廣惠探：井川哲也
- 今川氏輝：五寶孝一
- 岡部元信：宮路佳伴
- 彥十郎之母：大須賀裕子

#### 北條家
- 北條氏康：松井誠
- 清水吉政：橫内正
- 北村右近：きたろう
- 北條氏綱：品川徹
- 松田七郎左衛門：榊英雄
- 北条新九郎→北條氏政：早乙女太一
- 北條綱成：石橋保
- 福島彥十郎：崎本大海
- 風魔：吉井有子

#### 上杉（關東管領・越後守護）家
- 上杉憲政（五郎）：市川左團次
- 上杉定實：鈴木瑞穗
- 伊勢：井川遙
- 成田長泰：利重剛
- 妻鹿田新介：田中實
- 倉賀野直行：大門正明
- 長野業政（信濃守）：小市慢太郎
- 本間江州：長江英和
- 上杉朝定：竹本純平
- 龍若丸：太賀

#### 其他大名家
- 松平元信→松平元康（之後的德川家康）：坂本惠介
- 織田信長：佐久間二郎

### 信濃的豪族們

#### 諏訪神家
- 諏訪賴重：小日向文世
- 高遠賴繼：上杉祥三
- 諏訪滿鄰：小林勝也
- 諏訪滿隆：牧村泉三郎
- 高遠連峰軒：木津誠之
- 諏訪賴高：小野賢章
- 守矢賴真：大木章

#### 村上家與東北信濃的豪族們
- 村上義清：永島敏行
- 小島五郎左衛門：高田延彥
- 笠原清繁：ダンカン
- 大須賀久兵衛：村井克行
- 屋代越中守：大谷亮介
- 玉之井：中島廣子
- 樂巖寺雅方：諏訪太朗
- 望月源三郎：伊澤弘
- 望月新六：松原正隆
- 古廄盛兼：吉野容臣
- 村上国清：中山卓也

## 播出時間
- 首播時間
  - NHK 総合  逢週日晚上（JST）8:00～8:45。
  - NHK BS-hi 逢週日晚上（JST）6:00～6:45。
  - NHK BS2   逢週日晚上（JST）10:00～10:45。
- 重播時間
  - NHK 総合  逢週六下午（JST）1:05～1:50。

## 播出日期、副題、收視率
| 集數   | 播出日期    | 副題            | 導演     | 片尾紀行 | 收視率 |
| ------ | ----------- | --------------- | -------- | --- | ------ |
| 1      | 2007/01/07  |                 | 清水一彦 | 武田神社（山梨县甲府市） | 21.0%  |
| 2      | 2007/01/14  |                 | 清水一彦 | 伝・山本勘助誕生地（静岡縣富士宮市） | 20.0%  |
| 3      | 2007/01/21  |                 | 清水一彦 | 長谷寺（愛知县豊川市） | 19.8%  |
| 4      | 2007/01/28  |                 | 清水一彦 | 山本勘助供養塔（山梨县北杜市） | 21.9%  |
| 5      | 2007/02/04  |                 | 清水一彦 | 花倉城跡（静岡县藤枝市） 臨済寺（静岡县静岡市） | 22.9%  |
| 6      | 2007/02/11  |                 | 磯智明   | 小田原城（神奈川县小田原市） 早雲寺（神奈川县箱根町） | 19.3%  |
| 7      | 2007/02/18  |                 | 磯智明   | 真田氏本城跡（長野县上田市） | 21.9%  |
| 8      | 2007/02/25  |                 | 田中健二 | （長野县南牧村） | 19.4%  |
| 9      | 2007/03/04  |                 | 田中健二 | 諏訪大社下社（長野县諏訪市） 諏訪大社下社秋宮（長野县下諏訪町） 上原城跡（長野县茅野市） 龍光山観音院（長野县岡谷市）                                                | 19.2%  |
| 10     | 2007/03/11  |                 | 清水一彦 | 宗泉院 （山梨县韮崎市） | 19.9%  |
| 11     | 2007/03/18  |                 | 清水一彦 | 万沢口（山梨县南部町） 大泉寺（山梨县甲府市） | 20.1%  |
| 12     | 2007/03/25  |                 | 東山充裕 | 久遠寺（山梨县身延町） 下部溫泉（山梨县身延町） | 18.4%  |
| 13     | 2007/04/01  |                 | 磯智明   | 長禅寺（山梨县甲府市） 円光院（山梨县甲府市） | 18.5%  |
| 14     | 2007/04/08  |                 | 田中健二 | 菅田天神社（山梨县甲州市塩山） 曇峰寺（山梨县甲州市塩山） | 16.0%  |
| 15     | 2007/04/15  |                 | 東山充裕 | 高遠城址（長野县伊那市高遠町） 建福寺（長野县伊那市高遠町） | 20.0%  |
| 16     | 2007/04/22  |                 | 磯智明   | 頼重院（長野县諏訪市） 桑原城城跡（長野县諏訪市） | 19.4%  |
| 17     | 2007/04/29  |                 | 田中健二 | 小諸城跡（長野县小諸市） 懐古園（長野县小諸市） | 18.6%  |
| 18     | 2007/05/06  |                 | 清水一彦 | 石積出（山梨县南アルプス市白根） 信玄堤公園（山梨县甲斐市龍王） | 18.3%  |
| 19     | 2007/05/13  |                 | 東山充裕 | 賀茂神社、鶴巻地区、医王山本願寺（愛知县豊橋市賀茂町） | 19.0%  |
| 20     | 2007/05/20  |                 | 磯智明   | 坂城神社、葛尾城跡、釈迦堂（長野县坂城町） | 20.0%  |
| 21     | 2007/05/27  |                 | 田中健二 | 林城跡、兎川霊瑞寺、松本城-深志城跡（長野县松本市） | 20.7%  |
| 22     | 2007/06/03  |                 | 福井充広 | 長生寺、勝山城跡（山梨縣都留市） 岩殿城跡（山梨县大月市） | 18.9%  |
| 23     | 2007/06/10  |                 | 東山充裕 | 本丸御殿、河越城跡、三芳野神社、東明寺、川越夜戦跡碑（埼玉县川越市）                                                                                                 | 20.8%  |
| 24     | 2007/06/17  |                 | 清水一彦 | 春日山城跡、林泉寺、滝寺毘沙門堂（新潟县上越市） | 20.3%  |
| 25     | 2007/06/24  |                 | 清水拓哉 | 笛吹川、石和八幡宮、春日屋敷跡、山梨岡神社（山梨县笛吹市） | 19.8%  |
| 26     | 2007/07/01  |                 | 福井充広 | 志賀城跡、小田井宿跡、旧中山道、伝.笠原清繁の首塚（長野县佐久市/御代田町）                                                                                           | 19.4%  |
| 27     | 2007/07/08  |                 | 東山充裕 | 窪八幡神社、永昌院、万力林（山梨县山梨市） | 19.5%  |
| 28     | 2007/07/15  |                 | 清水一彦 | 千曲川、伝.板垣信方の墓－板垣神社、観音寺（長野县上田市） | 19.3%  |
| 29     | 2007/07/22  |                 | 田中健ニ | 塩尻峠、岡谷市街、勝弦峠、旧中山道塩尻宿跡、胴塚、首塚（長野县岡谷市/塩尻市）                                                                                        | 19.6%  |
| 30     | 2007/07/29  |                 | 清水一彦 | 上杉神社、法音寺、上杉家廟所、上杉謙信廟（山形县米沢市） | 15.9%  |
| 31     | 2007/08/05  |                 | 福井充広 | 根来寺大門、大塔、根来、根来塗（和歌山县岩出市） | 19.2%  |
| 32     | 2007/08/12  |                 | 東山充裕 | 市川氏館碑跡（長野县栄村） | 17.8%  |
| 33     | 2007/08/19  |                 | 清水一彦 | 清水街道、三国街道、坂戸城実城跡、館跡、龍澤寺（新潟县南魚沼市） | 16.5%  |
| 34     | 2007/08/26  |                 | 田中健二 | 上野、平井城址、箕郷城本丸跡、榛名神社（群馬县藤岡市、高崎市） | 16.6%  |
| 35     | 2007/09/02  |                 | 福井充広 | 久能山東照宮、勘助井戸（静岡县静岡市） | 17.1%  |
| 36     | 2007/09/09  |                 | 東山充裕 | 鶏冠山、黒川金山遺跡、鶏冠神社（山梨县甲府市） | 17.3%  |
| 37     | 2007/09/16  |                 | 清水一彦 | 生島足島神社、別所温泉、国宝安楽寺八角三重塔、常楽寺、北向観音（長野县上田市）                                                                                       | 18.3%  |
| 38     | 2007/09/23  |                 | 田中健二 | 若神子城址、狼烟台、教来石民部館跡、自元寺、馬場信春の墓（山梨县北杜市）                                                                                             | 16.8%  |
| 39     | 2007/09/30  | 川中島!龍虎激突 | 東山充裕 | 国宝善光寺本堂、善光寺大勧進（長野县長野市） | 15.9%  |
| 40     | 2007/10/07  | 三国同盟        | 大杉太郎 | 富士川、善得寺公園、三国同盟の石、雪斎の墓、雪斎出身地静岡市清水区、清見寺 （静岡县富士市/静岡市）                                                                   | 16.3%  |
| 41     | 2007/10/14  | 姫の死          | 清水一彦 | 上杉神社、御堂跡（山形县米沢市） | 17.8%  |
| 42     | 2007/10/21  | 軍師と軍神      | 田中健二 | 根本大塔、生慶院、無量光院、奥ノ院、上杉謙信の墓、武田信玄・勝頼の墓 （和歌山县高野町高野山）                                                                        | 19.0%  |
| 43     | 2007/10/28  | 信玄誕生        | 大杉太郎 | 放光寺、恵林寺、武田信玄墓（山梨县甲州市塩山） | 17.7%  |
| 44     | 2007/11/04  | 信玄暗殺        | 亀村朋子 | 甲斐善光寺、東光寺、伝ねねの墓 諏訪頼重の墓、武田義信の墓（山梨县甲府市）                                                                                            | 15.9%  |
| 45     | 2007/11/11  | 謀略！桶狭間    | 清水一彦 | 桶狭間古戦場伝説地、今川義元供養塔、桶狭間古戦場公園、今川義元供養塔、今川公首洗いの泉 （愛知县豊明市、名古屋市緑区） 大聖寺、今川義元公墓所（愛知县豊川市牛久保町） | 17.6%  |
| 46     | 2007/11/18  | 関東出兵        | 田中健二 | 厩橋城跡、三夜澤赤城神社、滝沢不動堂（群馬县前橋市） | 17.1%  |
| 47     | 2007/11/25  | 決戦前夜        | 田中健二 | 琵琶嶋城跡、笹団子、鵜川神社（新潟县柏崎市） | 16.7%  |
| 48     | 2007/12/02  | いざ川中島      | 清水一彦 | 千曲川、犀川、海津城［現松代城］、妻女山、謙信槍尻之泉（長野县長野市）                                                                                               | 15.7%  |
| 49     | 2007/012/09 | 死闘川中島      | 清水一彦 | 八幡原史跡公園、一騎打ちの像、甲越直戦地之碑、典厩寺、武田信繁の墓、伝諸角虎定の墓 （長野县長野市）                                                                  | 18.3%  |
| 大結局 | 2007/12/16  | 決戦川中島      | 清水一彦 | 山本勘助の墓（長野县長野市） 東光寺、武田義信の墓（山梨县甲府市） 春日山城跡（新潟县上越市） 武田家終焉の地景徳院、武田勝頼の墓（山梨县甲州市）                      | 18.0%  |

## 相關出版品

### 書籍
官方書籍
- 風林火山　前篇　ISBN 978-4-14-923345-1
- 風林火山　後篇　ISBN 978-4-14-923346-8
- 歷史手冊　風林火山　ISBN 978-4-14-910617-5

小說
- NHK大河劇 風林火山 一．風之巻　ISBN 978-4-14-005509-0
- NHK大河劇 風林火山 二．林之巻　ISBN 978-4-14-005510-6
- NHK大河劇 風林火山 三．火之巻　ISBN 978-4-14-005511-3
- NHK大河劇 風林火山 四．山之巻　ISBN 978-4-14-005512-0

其他書籍
- 2007年大河劇　『風林火山』完全指南（東京新聞通信社版）　ISBN 978-4-924566-63-7
- NHK大河劇「風林火山」（角川書店版）　ISBN 978-4-04-894480-9

### 原聲帶
- 風林火山（EMI Music Japan Inc.）
- 風林火山　完結篇（EMI Music Japan Inc.）

## 作品的變遷
| NHK綜合頻道 週日晚間八點             | NHK綜合頻道 週日晚間八點           | NHK綜合頻道 週日晚間八點 |
| ------------------------------------ | ---------------------------------- | ------------------------ |
|                                      | 風林火山 （2007.1.7 - 2007.12.16） |                          |
| 功名十字路 （2006.1.8 - 2006.12.10） | 篤姬                               |                          |

## 外部連結
- 官方網站 （页面存档备份，存于） （日語）
- 风林山火川中岛合战官方網站 （日語）